# Trajanov slavolok, Ancona
Trajanov slavolok v Anconi je rimski slavolok, ki so ga leta 115 postavili senat in prebivalci Rima v času cesarja Trajana. Zgrajen je bil v čast tega cesarja, potem ko je iz lastnega žepa razširil mestno pristanišče, izboljšal doke in utrdbe. Od tod se je Trajan odpravil v končno uspešno vojno proti Dačanom, epizodo, ki se spominja na reliefu Trajanovega stebra v Rimu.
Slavolok je bil delo Rimljana, grškega sirskega arhitekta Apolodorja iz Damaska, rojenega v rimski Siriji. Izdelan je iz marmorja iz kamnolomov na otoku Marmara in stoji 18,5 metra visoko na visokem podiju, do katerega se približujejo široke stopnice. Obok, širok le 3 m, obkrožajo pari žlebastih korintskih stebrov na podstavkih. Na podstrešju so napisi. Oblika je takšna kot Titov slavolok v Rimu, vendar je bil višji, tako da bi bile bronaste figure, ki so ga prekrivale, Trajan na konju, njegova žena Plotina in sestra Marciana, mejnik za ladje, ki so se približevale največjemu rimskemu pristanišču na Jadranu.
Napisi, ki so ostali berljivi, so bili pozlačeni v bronu, vendar so to pozlato skupaj s frizi in kipi leta 848 odnesli Saraceni. Za obokom in delom ladjedelnic je bil leta 950 postavljen visok stolp Gamba, a je bil porušen za uporabo pri gradnji Citadele v Anconi (1532). Leta 1859 so bile zgrajene stopnice; vrata približno leto kasneje.
Slavolok ostaja v dobrem stanju in je bil pred kratkim obnovljen in popolnoma delujoč z odstranitvijo prej omenjenih vrat in razsvetljavo, ki dviguje njegov profil in povečuje njegov poseben položaj glede na zgodovinsko jedro mesta in hrib Guasco, kjer je stoji Anconska stolnica.

## Datacija
Datum gradnje dela se giblje okoli leta 100 našega štetja, vendar je natančna letnica negotova: pravzaprav se razkrije neskladje med datumom, ki ga sklepamo iz branja osrednjega napisa slavoloka, in datumom, sklepanim iz podob slavoloka: Trajanov steber, ki predstavlja Ancono. Napis loka bi nas pripeljal do datuma dokončanja loka v leto 117 n. št., saj Trajana imenujejo cesar devetkrat in da je prišel na oblast po smrti cesarja Nerva januarja 98. V Trajanovem stebru v Rimu, v prizoru 58, pa je slavolok Ancone viden obkrožen z ladjami, ki so odhajale v drugo dačansko vojno, ki se je zgodila leta 105. Kako je mogoče predstaviti slavolok, izdelan leta 117 našega štetja? v prizoru, ki se je zgodil leta 105 našega štetja? Razlaga najnovejših študij je naslednja: lok v Anconi je bil zgrajen okoli leta 100 našega štetja. kipe treh božanstev je odnesel na podstrešje, obrnjeno proti morju; s tem vidikom je bil zastopan v Trajanovem stebru. Nato so jo v letih 114 - 115 posvetili cesarju in na podstrešje, obrnjeno proti celini, dodali kipe Trajana, njegove žene in njegove sestre; ob tej priložnosti je bil napis spremenjen oziroma narejen iz nič.

## Slavolok v umetnosti
Trajanov slavolok iz Ancone je bil pogosto predstavljen v grafikah in slikah. Seznam najpomembnejših je na voljo v kronološkem vrstnem redu:
- Vittore Carpaccio, 1514, Pridiga svetega Štefana - olje na platnu (Pariz, muzej Louvre).
- Antonio Danti, med 1580 in 1583, Pogled na mesto in pristanišče Ancona (freska) [19] (Vatikanski muzeji, Galerija geografskih kart, Rim)
- Domenichino, 1607-1610, Trajanov slavolok - olje na platnu; (Muzej Prado, Madrid)
- Gerolamo Gambarato, (dejaven od 1561 do 1628) Papež prispe v Ancono v spremstvu Barbarosse in doža[4][5] - freska (Benetke, Sala del Maggior Consiglio v Doževi palači)
- Andrea Lilli, 1597, Pogled na Ancono z morja, (Ancona, Civic Art Gallery)
- Antonio Balestra, 1690, Pogled na Ancono (zasebna zbirka)
- Giovanni Battista Piranesi, 1748, Trajanov lok (gravura) [6]
- Giuseppe Pallavicini, (17. stoletje), Pomol in Trajanov slavolok z obsojenimi na prisilno delo (Palazzo Benincasa)
- Jakob Philipp Hackert, okoli 1780, Pogled na pristanišče Ancona s Trajanovim slavolokom (gravura), (Ancona, Civic Art Gallery) [7]
- Francesco Podesti, 1844-1847, Prisega Anconitanov, (Ancona, Civic Art Gallery)
- Christian Peter Wilhelm Stolle (1873), Trajanov slavolok v Anconi

- Vittore Carpaccio, Pridiga svetega Štefana
- Pinturicchio, Papež Pij II. prispe v Ancono
- Papež prispe v Ancono v spremstvu Barbarosse in doža
- Andrea Lilli, Pogled na Ancono z morja
- Antonio Balestra, Pogled na Ancono
- Giovanni Battista Piranesi, Trajanov slavolok v Anconi
- Jakob Philipp Hackert, Pogled na pristanišče v Anconi
- Francesco Podesti, Giuramento degli Anconitani
- Christian Peter Wilhelm Stolle, Trajanov slavolok v Anconi
- Giuseppe Pallavicini, (XVII secolo), Pomol in Trajanov slavolok z obsojenimi na prisilno delo